# Moderna
Moderna, Inc. – amerykańskie przedsiębiorstwo biotechnologiczne z siedzibą w Cambridge pod Bostonem.

## Charakterystyka
Moderna powstała w 2010 roku pod nazwą ModeRNA jako owoc współpracy akademickiej pojedynczych naukowców. Początkowo działała przy Uniwersytecie Harvarda. Pomysłodawcą jej zawiązania był biolog Derrick Rossi, który w ciągu dwóch lat pozyskiwał partnerów: Timothy'ego Springera, Kennetha Chiena i Roberta Langera. Jednak kluczową rolę w błyskawicznym wejściu firmy do grona globalnych graczy było dołączenie Ormianina Noubara Afeyana z Flagship Ventures – funduszu inwestującego w badania medyczne. To on zaangażował Stéphane Bancela – francuskiego biotechnologa z doświadczeniem biznesowym na kierowniczych stanowiskach dużych firm branży biotechnicznej i farmaceutycznej. W analizach społeczno-gospodarczych pierwszych lat pandemii media wskazują, że mała – zawiązana oddolnie przez pojedynczych naukowców – emigrantów w pierwszym pokoleniu, firma z powodzeniem stawiła czoła gigantom z wieloletnią tradycją i nieporównywalnie większymi zasobami finansowymi na początku pandemii jak Pfizer/BioNTech i Oxford/Astra Zeneca – konsorcja utworzone przez przedsiębiorstwa i instytucje z wieloletnią tradycją.
Działalność Moderny koncentruje się na odkrywaniu i opracowywaniu leków i technik szczepień opartych wyłącznie na informacyjnym RNA (mRNA). W 2020 roku w związku ze światową pandemią COVID-19 przedsiębiorstwo, przy udziale dwóch amerykańskich instytucji rządowych Narodowego Instytutu Alergii i Chorób Zakaźnych (NIAND, National Institute of Allergy and Infectious Diseases wchodzącego w skład Narodowych Instytutów Zdrowia) i biura BARDA (Biomedical Advanced Research and Development Authority wchodzącego w skład Departamentu Zdrowia i Opieki Społecznej Stanów Zjednoczonych), opracowało jedną z pierwszych zaaprobowanych w USA i UE szczepionek przeciw COVID-19 o nazwie mRNA-1273.
Przedsiębiorstwo zatrudnia 830 osób (2019, łącznie z pionem produkcyjnym).
W styczniu 2025 prezydent Joe Biden nadał przedsiębiorstwu National Medal of Technology and Innovation Organization.

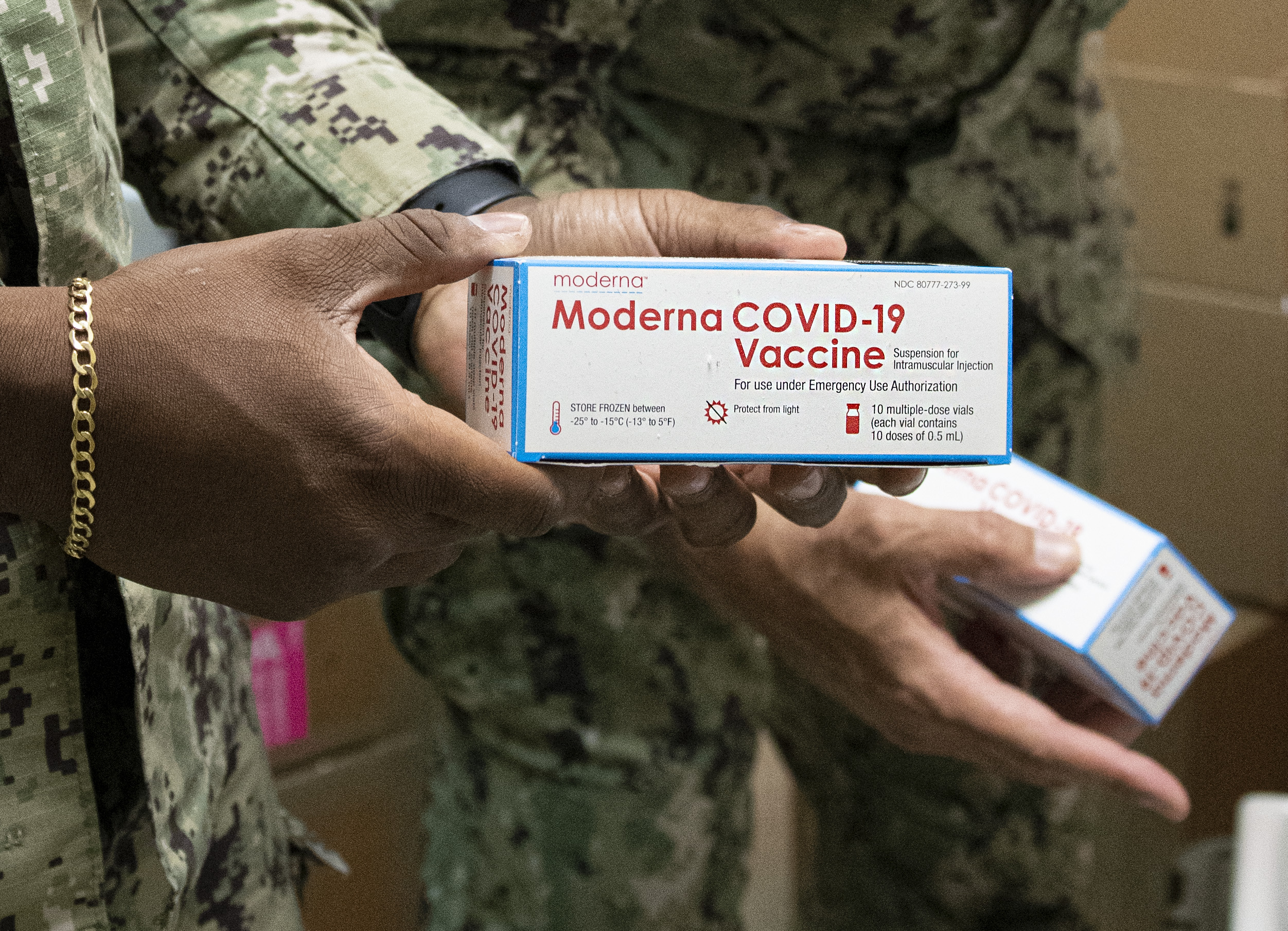
Opakowanie szczepionki przeciwko COVID-19 produkowanej przez firmę